# Apolinario Almada
Apolinario Almada (Concepción del Uruguay, 1788 - Paysandú, 1872) fue un militar argentino, que participó en las guerras civiles argentinas en el bando federal de la provincia de Entre Ríos.

## Biografía
Hijo de un gaucho entrerriano, durante su juventud se dedicó a tareas rurales. Se enroló como soldado voluntario durante las Invasiones Inglesas, aunque no llegó a combatir.
Después de la Revolución de Mayo revistó como soldado del caudillo local, su primo Francisco Ramírez. A órdenes de éste combatió contra las invasiones porteñas a su provincia, pero no consta que haya participado en la batalla de Cepeda (1820). Fue ascendido a capitán durante la guerra de 1820 entre Ramírez y José Artigas.
Continuó prestando servicios en el ejército entrerriano por largos años: luchó en las guerras intestinas de esa provincia, y fue ascendido al grado de mayor. Con ese grado participó en las batallas de Pago Largo y Caaguazú, siendo herido de gravedad en esta segunda batalla. A órdenes del nuevo gobernador, Justo José de Urquiza, participó en la reorganización del ejército entrerriano, luchando en Arroyo Grande, India Muerta –batalla en la que fue ascendido a coronel por su actuación destacada– y Vences, donde sus heridas casi le causaron la muerte.
Fue uno de los jefes de la caballería del Ejército Grande y participó en la batalla de Caseros. Cuatro coroneles entrerrianos fueron ascendidos al rango de generales después de esta batalla: Miguel Galarza, Crispín Velázquez, José Miguel Galán y Apolinario Almada.
Se destacó en la defensa de su provincia contra la invasión unitaria y porteña de fines de 1852, derrotando al entonces coronel Manuel Hornos en el arroyo Gená y obligándolo a huir hacia la provincia de Corrientes.
Después de esa acción, por su avanzada edad, pasó a desempeñar cargos administrativos en el ejército, de modo que no luchó en Cepeda ni en Pavón. Permaneció prestando servicios secundarios en las milicias provinciales durante el resto de la década. Fue uno de los jefes que participó en la reunión de las tropas entrerrianas que debían marchar a la guerra del Paraguay, y que desertaron en masa.
En 1870 apoyó la revolución de Ricardo López Jordán, aunque no participó en ninguna batalla. La derrota lo obligó a emigrar al Uruguay, estableciéndose en Paysandú, donde falleció en 1872.
La localidad entrerriana de General Almada recuerda a este militar.